# Breitecke
Die Breitecke (auch Breiteck) ist ein rund acht Hektar großes Naturschutzgebiet in der hessischen Gemeinde Schlitz im Vogelsbergkreis. Es wurde 1958 ausgewiesen und umfasst einen etwa 300 Meter langen Abschnitt des Mittellaufs der Fulda mit umgebenden Auwald- und Grünlandbereichen zwischen den Schlitzer Ortsteilen Pfordt und Fraurombach.
Das Naturschutzgebiet liegt im deutlich größeren FFH-Gebiet DE-5323-303 Obere und Mittlere Fuldaaue. Dadurch gehört die Fläche zum europäischen Schutzgebietsnetz Natura 2000.